# Ben Zimmermann
Ben Zimmermann (* 1976 in Berlin) ist ein deutscher Schauspieler.

## Leben
Zimmermann, in Berlin geboren, besuchte Schulen in Deutschland und in den Vereinigten Staaten. 1994 machte er an der Monroe High School in Michigan sein High-School-Diplom. Er studierte an der Bayerischen Theaterakademie „August Everding“ in München, wo er eine Schauspiel- und Musicalausbildung erhielt. 2002 schloss er dort mit Diplom ab. 2004/05 lernte er Songinterpretation (Brecht, Weill, Eisler) bei der Schauspielerin und Diseuse Gisela May. Später besuchte er Seminare am Institut für Schauspiel, Film- und Fernsehberufe (ISFF) Berlin im Bereich Kameraarbeit und Synchronisation.
Erste Theaterauftritte hatte er bereits während seiner Ausbildung. Hierzu gehörte u. a. der jugendliche Liebhaber Titta Nane in der Goldoni-Komödie Krach in Chiogga (2001; Akademietheater München). Nach seiner Schauspielausbildung war er schwerpunktmäßig als freiberuflicher Schauspieler, meist mit Stückverträgen, an verschiedenen Theatern in Deutschland engagiert.
2002 gastierte er am Prinzregententheater München als Ozzie in dem Musical On the Town und bei den Bregenzer Festspielen als David in dem Musical Company von Stephen Sondheim. In den Jahren 2002–2004 war er an den Schauspielbühnen Stuttgart engagiert. Am Alten Schauspielhaus Stuttgart trat er als Benvolio in Romeo und Julia (2002), als Billy Crocker in dem Musical Anything Goes (2003), als Clifford Bradshaw in dem Musical Cabaret (2004) und als Gärtner Danus in der Rosamunde-Pilcher-Adaption Die Muschelsucher (2004; Regie: Karina Thayenthal) auf. An der Komödie im Marquardt in Stuttgart spielte er 2003 den Silvio in der Goldoni-Komödie Der Diener zweier Herren. 2004 trat er an der Komödie im Marquardt gemeinsam mit Johannes Heesters in der Revue und musikalischen Hommage Heesters als junger Johannes Heesters auf und sang mit ihm Lieder und Chansons.
Von September 2005 bis Januar 2006 spielte er, in einer Inszenierung von Andreas Gergen, am Berliner Schloßparktheater die Rolle des Willy Hellwig in dem Musical Die Drei von der Tankstelle nach dem gleichnamigen UFA-Film. Im Frühjahr 2007 trat er am Alten Schauspielhaus Stuttgart als Hortensio in der Shakespeare-Komödie Der Widerspenstigen Zähmung auf.
2009 gastierte er bei den Burgfestspiele Bad Vilbel als Clifford Bradshaw in Cabarat. 2010 spielte er am Theater im Rathaus in Essen den Studenten Perchik in dem Musical Anatevka. Von 2011 bis 2014 war er als Mirko in der Friedrich-Hollaender-Revue Tingel Tangel bei der Berliner Vaganten Bühne zu sehen. In der Spielzeit 2012/13 gastierte er als Jan in der Komödie Blütenträume von Lutz Hübner am Theater am Aegi in Hannover. Seit 2013 ist Mitglied des Berliner Theater- und Künstlerensembles „Die Auftakter“. Als Darsteller wirkte er dort beim „Kriminalmenü“ mit.
Zimmermann arbeitete auch für den Film und das Fernsehen. In der 15. Staffel der RTL-Serie Hinter Gittern – Der Frauenknast hatte er eine Seriennebenrolle als Sven Häuser. In der Inga-Lindström-Fernsehreihe des ZDF spielte Zimmermann in dem Film Der schwarze Schwan, der im Januar 2013 erstausgestrahlt wurde, den Zeitungsjournalisten Albin Persson, einen früheren Freund der weiblichen Hauptfigur Lilian Sjöberg (Inez Bjørg David). In dem Märchenfilm Das Mädchen mit den Schwefelhölzern (2013) aus der ARD-Märchenfilm-Reihe Sechs auf einen Streich war er der Vater des Mädchens Inga.
Zimmermann wirkte außerdem bei verschiedenen musikalischen Projekten mit. 2007 gastierte er als Sänger beim Kurt-Weill-Fest in Dessau. Als Sprecher und Rezitator gab er Lesungen. Er trat in München und Umgebung mit seinem Soloprogramm Da geht ein Mensch, nach der Autobiografie von Alexander Granach auf.
Ben Zimmermann lebt in Berlin. Er ist Mitglied im Bundesverband Schauspiel (BFFS).

## Filmografie (Auswahl)
- 2005: Hinter Gittern – Der Frauenknast (Fernsehserie; Seriennebenrolle)
- 2006: Die Geschichte einer fast verlorenen Liebe (Kurzfilm)
- 2007: Die Rettungsflieger (Fernsehserie; Folge: Muttersorgen)
- 2011: Auszeit (Kurzfilm)
- 2013: Inga Lindström – Der schwarze Schwan (Fernsehreihe)
- 2013: Das Mädchen mit den Schwefelhölzern (Fernsehfilm)
- 2015: Marcel über den Dächern (Spielfilm)